# Silao Leaega
Pas d'image ? Cliquez ici

a Compétitions nationales et continentales officielles uniquement.

b Matchs officiels uniquement.
Dernière mise à jour le 22 août 2018.
Silao Leaega, né le 24 juin 1973 à Apia (Samoa), est un joueur de rugby à XV international samoan évoluant aux postes d'arrière ou de centre.

## Carrière de joueur

### En équipe des Samoa
Silao Leaega a connu sa première sélection le 28 juin 1997 contre les Tonga.

## Statistiques en équipe nationale
- 19 sélections
- 2 essais, 31 pénalités, 21 transformations (145 points)
- Sélections par année : 2 en 1997, 5 en 1999, 8 en 2001, 4 en 2002.
- en Coupe du monde :
  - 1999 : 4 sélections (Japon, Pumas, Galles, Écosse).